# 合您廣場
合您廣場（英語：Gurney Plaza）是一座位在檳城州乔治市新關仔角的購物中心，於2001年開幕，面積達858,000平方呎，擁有超過300間店鋪，是檳岛面積第二大的購物中心。該購物中心是由新加坡地產公司——凯德集团（Capitalland）所持有。

## 營運狀況
合您廣場是檳城引進最多國際連鎖品牌的購物中心之一，許多品牌進駐檳城市場都選擇在這裡開業，也擁有北馬地區最多影廳數量的電影院許多獨家門市的聚集，加上位在著名觀光景點——新關仔角（Gurney Drive），使得合您廣場成為檳城人流量最高的購物中心之一，其租金價格也位居北馬的榜首。
為了應付大量的人潮，及因應檳城許多新購物中心的設立，合您廣場曾在2008年11月進行擴建，增加面積達150,000平方呎，共83間店鋪，及800個停車位。擴建後的合您廣場持續引進北馬地區的獨家品牌，目前購物中心內知名的進駐業者為：百盛（Parkson）、GSC影城（GSC Cinema）、Mercato、Coach、Pandora、Rolex、Calvin Klein、Chanel、Armani Exchange、Timberland、Topshop、Swarovski、Warehouse、Guess、Superdry、Tag Heuer、Uniqlo等，持續坐穩檳城龍頭購物中心的位置。

## 外部連結
- 凯德集团官方网站（页面存档备份，存于）
- 合您廣場官方網站（页面存档备份，存于）